# Rathke-Taschen-Tumor
Der Rathke-Taschen-Tumor ist eine (gutartige) Raumforderung mit Ursprung aus den Resten der Rathke-Tasche.
Dabei können unterschieden werden:
- Rathke-Zyste: flüssigkeitsgefüllt, von Epithel umgeben, meist ohne klinische Bedeutung. Bei entsprechender Größe sind Symptome eines Hypophysentumors möglich.[3]
- Kolloidzyste: enthält zähe muköse Flüssigkeit[4]
- Kraniopharyngeom